# 黃永遷、黃永鑿兄弟洋樓

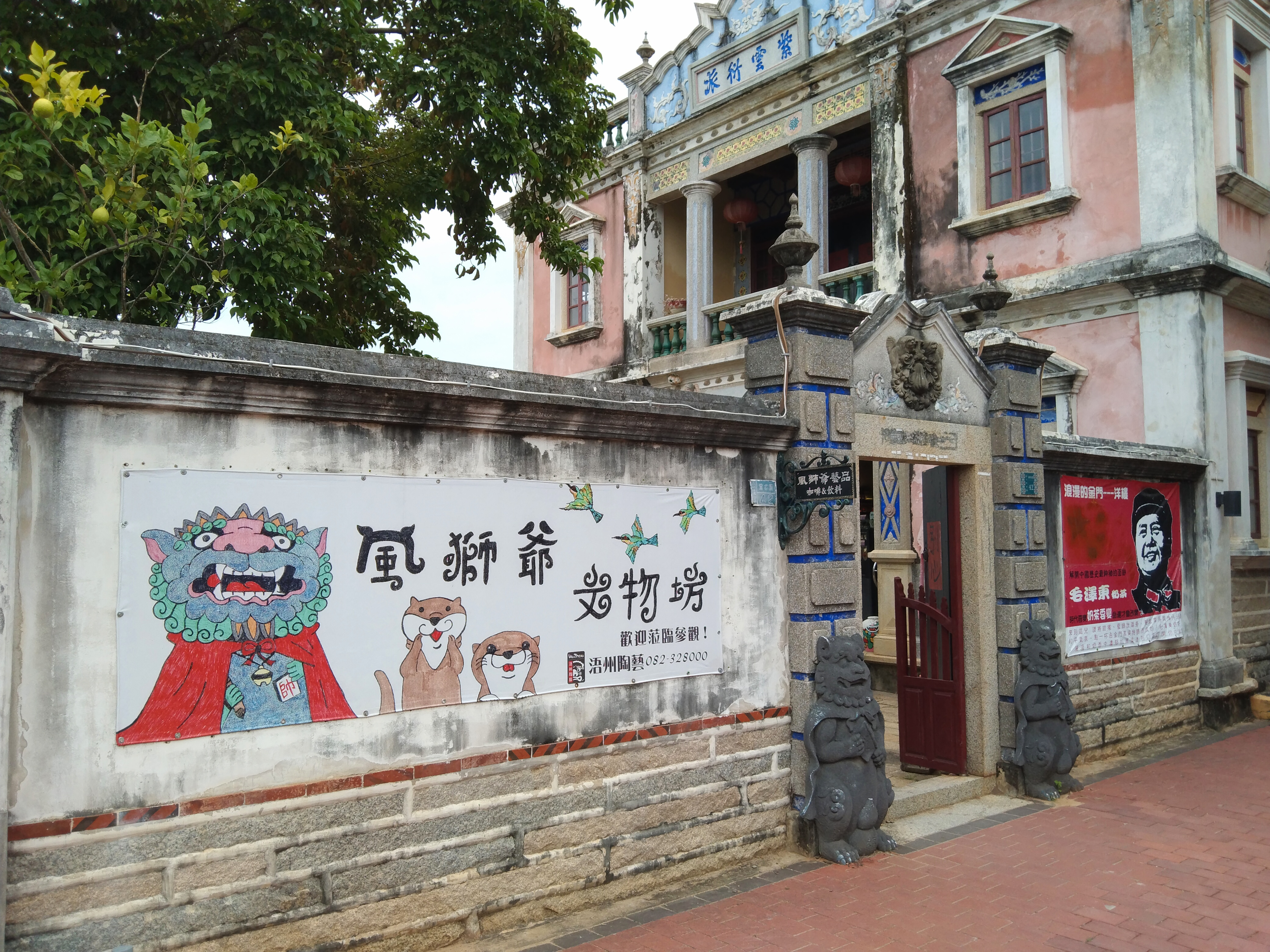
風獅爺文物坊入口處

黃永遷、黃永鑿兄弟洋樓是一座位於中華民國金門縣金城鎮水頭聚落的建築，今為風獅爺文物坊。，於2003年3月31日登錄為金門縣歷史建築。

## 沿革
該建築群由印尼巴厘巴板經商致富的黃永遷、黃永鑿兄弟所興建，於1934至1935年間所建。後交由弟弟黃永甫管理，今代管人為黃永甫的子孫。
1992年，陶藝家黃金郎、王明宗創立風獅爺文物坊，2000年代，水頭得月樓洋樓群獲選為金門縣歷史建築十景之一、以及臺灣歷史建築百景的第86名。
2005年，黃永遷、黃永鑿洋樓在金門國家公園管理處耗資1895萬元進行修復工程，並在2006年對外開放民眾參觀，現今洋樓建築仍作為文物坊及旅遊中心使用，販售浯州陶藝所製作的各種風獅爺藝品。另有販賣咖啡飲品等，包括毛澤東奶茶。

## 建築設計
黃永遷、黃永鑿兄弟洋樓之建築群主要包括洋樓和附屬建築。其中洋樓為兩層樓構造，附屬建築為一層樓。 洋樓的屋頂採用歇山顶屋頂，兩側山牆無特殊裝飾，左右立面各開五扇窗，窗框上方裝飾有泥塑或彩繪。整個洋樓棟的牆面呈淺紅色，正立面下緣可見洗石子，左右側下緣為封磉石砌體。正立面山頭上提有代表水頭黃氏的「紫雲衍派」四字。堂號上方有星芒和如意卷草，左右側有捲草紋樣，屋簷口多採西式泥塑裝飾。此外，正立面廊柱柱頭上設有天使泥塑。
附屬建築的屋頂類型大致分為前後兩部分，前段為雙坡紅瓦圓脊，後段為磚坪，而牆規樓（牆門）入口位於左側立面，並裝飾有花卉和卷草泥塑特徵。
室內部分，洋樓棟中軸線自外至內，依序為牆規樓（牆門）、內院、榻受、正廳、壽堂後、樓梯間、後廳、後壽堂、樓梯間，正廳兩側各有兩個房間，後廳兩側各設一個房間，右後方的附屬建築內部約有四個房間。

## 另見
- 前水頭得月樓及黃輝煌洋樓